# 효전성황후
)
효전성황후 뉴호록씨(孝全成皇后鈕祜禄氏, 가경(嘉慶) 13년 2월 28일(1808년 3월 24일) ~ 도광(道光) 20년 1월 11일(1840년 2월 13일))는 도광제의 세 번째 황후이며 함풍제의 생모이다. 시호는 효전자경관인단각안혜성민부천독성성황후(孝全慈敬寬仁端愨安惠誠敏符天篤聖成皇后)이다. 만주 양황기(鑲黃旗) 출신이다.

## 생애
1820년 입궁하여 1821년 '전빈'(全嬪)이란 칭호를 받았고 1823년에는 '전비'(全妃)로 승격되었다. 1825년에는 단순고륜공주(端顺固伦公主)를 낳았고 두 달 후 '전귀비'(全貴妃)로 승격되었다. 1826년에는 딸을 낳았고, 1831년 함풍제를 낳아 황귀비로 승격되었다. 1833년 효신성황후가 죽자 황후가 되었고 황후가 된 지 7년 후 사망했다. 뉴호록씨는 아름답고 총명하여 도광제의 총애를 받았으나 시어머니인 효화황태후는 뉴호록씨가 기예에 능한 것을 못마땅하게 여겼다. 효화황태후의 60세 생일을 맞아 뉴호록씨가 시를 지어 바치자 황태후는 이를 크게 꾸짖기도 했다. 뉴호록씨가 병이 들자 황태후가 그녀에게 술을 보냈는데 뉴호록씨는 이 술을 마시고 급사하였다. 도광제는 뉴호록씨의 죽음을 비통하게 생각하였으나 사건에 대해 자세히 조사하지는 못하였다.

## 자녀
- 단순고륜공주(端顺固伦公主, 1825년 4월 8일 ~ 1835년 12월 27일) - 10살에 사망
- 수안고륜공주(壽安固倫公主, 1826년 5월 12일 ~ 1860년 4월 23일) - 1840년 10월 27일에 박이제길특 덕목초극찰포(博爾濟吉特 德穆楚克扎布)에게 하가.
- 애신각라 혁저(愛新覺羅奕詝, 1831년 7월 17일 ~ 1861년 8월 22일) - 청나라 9대 황제 함풍제

## 같이 보기
- 입팔분공

## 참고 문헌
- 샹관핑, 《중국사 열전 후비》, 한정민 역, 달과소, 2008, ISBN 978-89-91223-22-6

| 전임 효신성황후 | 청나라의 황후 1834년 11월 18일 ~ 1840년 2월 13일 | 후임 효정성황후 |